# Панайотис Потагос
Панайотис Потаго̀с (на гръцки: Παναγιώτης Ποταγός) е гръцки лекар, изследовател на Африка и Азия.

## Биография

### Произход и младежки години (1838 – 1866)
Роден е през 1838 година в село Витина, Гърция. Завършва училище в родното си село. В библиотеката на баща си открива и прочита книги на древни писатели, посветени на географията и философията, което предопределя по-нататъшния му живот.
Още като млад лекар в Париж, Патагос спечелва уважението на колегите си и признанието на френското правителство за алтруизма, който проявява по време на епидемията от холера.

### Изследователска дейност (1867 – 1877)

#### Експедиции в Азия (1867 – 1875)
През 1867 организира експедиция със собствени средства като започва пътуването си от Сирия. През 1868 посещава Ирак, Иран и Афганистан, преминава през Хиндукуш и Памир и продължава пътуването си до пустинята Гоби и Монголия. През Източен Сибир, Санкт Петербург и Одеса, Патагос се завръща в Константинопол.
Втората му пътешествие в Азия започва от Суец, Египет, северозападните райони на Индия, Афганистан и южната част на Иран, откъдето се връща в Кайро.

#### Експедиция в Африка (1875 – 1877)
Третото пътуване на Патагос започва от Кайро, отправя се на юг и през Судан достига Централна Африка до северните райони на Конго. През 1876 пристига в Египет и се отправя на юг към платото Дарфур и оттам отново на юг. Пресича вододела между Нил и Конго и открива река Мбому (дясна съставяща на Убанги). Продължава на юг до река Били (ляв приток на Мбому) и изследва част от течението ѝ. На обратния път открива десния приток на Мбому – река Шинко. Изследва горното течение на Бахр ел Араб (лява съставяща на Бахр ел Газал) и вододела между Нил и езерото Чад. Пръв прониква в горното течение на река Аук – дясна съставяща на Шари.

## Трудове
- „Dix années de voyage dans l'Asie centrale et l'Afrique équatoriale“, Paris, 1885.